# Distretto di San Pedro de Chaná
Il distretto di San Pedro de Chaná è un distretto del Perù nella provincia di Huari (regione di Ancash) con 2.668 abitanti al censimento 2007 dei quali 964 urbani e 1.704 rurali.
È stato istituito il 10 giugno 1955.